# اسکودریا تورو روسو اس‌تی‌آر۱۴
اسکودریا تورو روسو اس‌تی‌آر۱۴ (انگلیسی: Scuderia Toro Rosso STR14) یک خودروی مسابقه‌ای فرمول یک است که جهت شرکت در مسابقات فرمول یک قهرمانی جهان فصل ۲۰۱۹ توسط اسکودریا تورو روسو طراحی و ساخته‌شده‌است. این خودرو در ابتدا توسط دانیل کویات و الکساندر آلبون رانده می‌شد. در اوت ۲۰۱۹ و میان گراند پری‌های مجارستان و بلژیک اعلام شد که آلبون برای باقی فصل به رانندگی در رد بول ریسینگ ترفیع خواهد یافت، در حالی که پیر گاسلی با توجه به عملکرد ضعیف در تیم اصلی رد بول ریسینگ، به تیم تورو روسو باز خواهد گشت.
این خودرو دومین خودروی تورو روسو است که نیروی پیشران خود را از موتور هوندا می‌گیرد، و همچنین اولین خودروی تورو روسو است که پس از خودروی تورو روسو اس‌تی‌آر۳ در سال ۲۰۰۸، موفق به کسب یک جایگاه بر روی سکو می‌شود. اس‌تی‌آر۱۴ اولین حضور خود در رقابت‌های فرمول یک را در جایزه بزرگ استرالیا ۲۰۱۹ تجربه کرد.

## طراحی و توسعه
این خودرو در ۱۱ فوریه ۲۰۱۹ به‌صورت برخط رونمایی شد. اس‌تی‌آر۱۴ آخرین خودرویی است که تسط مدیر فنی تیم تورو روسو، جیمز کی، پیش از جدایی او از تورو روسو به قصد پیوستن به مک‌لارن طراحی شده‌است. تعدادی از اجزاء این خودرو، مانند تمامی قطعات بخش عقب خودرو شامل سیستم تعلیق عقب، و تعدادی از اجزاء تعلیق جلو با خودروی رد بول ریسینگ آربی۱۵ مشترک است. ای‌تی‌آر۱۴ پیش از آزمون‌های پیش از آغاز فصل در ۱۳ فوریهٔ ۲۰۱۹ آزمون‌های ابتدایی خود را در پیست جهانی مارکو سیمونچلی میسانو با رانندگی دانیل کویات و الکساندر آلبون به اتمام رساند.

## نتایج کامل در فرمول یک
(کلید) (نتایجی که به‌صورت پررنگ نوشته شده‌اند نشانگر پول پوزیشن، و نتایجی که به‌صورت ایتالیک نوشته شده‌اند نشانگر سریع‌ترین دور هستند)
| سال  | شرکت‌کننده              | موتور           | تایر | رانندگان | گراند پری | گراند پری | گراند پری | گراند پری | گراند پری | گراند پری | گراند پری | گراند پری | گراند پری | گراند پری | گراند پری | گراند پری | گراند پری | گراند پری | گراند پری | گراند پری | گراند پری | گراند پری | گراند پری | گراند پری | گراند پری | امتیاز | قهرمانی سازندگان |
| سال  | شرکت‌کننده              | موتور           | تایر | رانندگان | استرالیا  | بحرین     | چین       | آذربایجان | اسپانیا   | موناکو    | کانادا    | فرانسه    | اتریش     | بریتانیا  | آلمان     | مجارستان  | بلژیک     | ایتالیا   | سنگاپور   | روسیه     | ژاپن      | مکزیک     | آمریکا    | برزیل     | ابوظبی    | امتیاز | قهرمانی سازندگان |
| ---- | ---------------------- | --------------- | ---- | -------- | --------- | --------- | --------- | --------- | --------- | --------- | --------- | --------- | --------- | --------- | --------- | --------- | --------- | --------- | --------- | --------- | --------- | --------- | --------- | --------- | --------- | ------ | ---------------- |
| ۲۰۱۹ | رد بول تورو روسو هوندا | هوندا آرای۶۱۹اچ | P    | آلبون    | ۱۴        | ۹         | ۱۰        | ۱۱        | ۱۱        | ۸         | ب.        | ۱۵        | ۱۵        | ۱۲        | ۶         | ۱۰        |           |           |           |           |           |           |           |           |           | ۵۵*    | ششم*             |
| ۲۰۱۹ | رد بول تورو روسو هوندا | هوندا آرای۶۱۹اچ | P    | گاسلی    |           |           |           |           |           |           |           |           |           |           |           |           | ۹         | ۱۱        | ۸         | ۱۴        |           |           |           |           |           | ۵۵*    | ششم*             |
| ۲۰۱۹ | رد بول تورو روسو هوندا | هوندا آرای۶۱۹اچ | P    | کویات    | ۱۰        | ۱۲        | ب.        | ب.        | ۹         | ۷         | ۱۰        | ۱۴        | ۱۷        | ۹         | ۳         | ۱۵        | ۷         | ب.        | ۱۵        | ۱۲        |           |           |           |           |           | ۵۵*    | ششم*             |

* فصل هنوز در جریان است.